# أربوزينكا (محافظة ميكولاييف)
أربوزينكا (Арбузинка) هي بلدة من النمط المدني في محافظة ميكولاييف في أوكرانيا.